# Mohamed Bayoumi
Mohamed Bayoumi (arabisch محمد بيومي; * 7. April 2000) ist ein ägyptischer Fußballspieler, der aktuell beim Ismaily SC unter Vertrag steht.

## Karriere
Bayoumi debütierte am 10. Mai 2019 in der Egyptian Premier League beim 0:0-Auswärtsspiel gegen Entag El Harby. Am Ende der Saison 2018/19 stand er insgesamt dreimal auf dem Platz. In der Saison 2019/20 kam er auf 18 Ligaeinsätze. Am 14. Februar 2021 gab er beim 2:1-Heimsieg gegen den La Viena FC sein Debüt im Ägyptischen Fußballpokal.